# Kabinett Facta I
Das Kabinett Facta I regierte das Königreich Italien vom 26. Februar 1922 bis zum 1. August 1922. Es löste das Kabinett Bonomi I ab und wurde von Ministerpräsident Luigi Facta angeführt.

## Entstehung und Entwicklung
Das Kabinett Facta I war das 57. Kabinett des Königreiches und vier Monate und 23 Tage im Amt. Es wurde vom Parteienbündnis der Liberalen, Unione Liberale und den Parteien Partito Popolare Italiano (PPI), Partito Socialista Riformista Italiano, Partito Democratico Sociale Italiano, Partito Radicale Italiano und Partito Agrario unterstützt.
Nachdem Luigi Facta das Misstrauensvotum gegenüber der von Ivanoe Bonomi angeführten Regierung unterstützt hatte, gelang es ihm sich als Nachfolger im Amt des Ministerpräsidenten in den Vordergrund zu stellen. Dabei lehnte er zunächst geschickt eine Regierungsbeteiligung mit Vittorio Emanuele Orlando und Enrico De Nicola ab. Nach der Absage der beiden, die auch nicht gewillt waren sich an einer Regierung unter Führung von Giovanni Giolitti zu beteiligen, wurde Facta von König Viktor Emanuel III. mit der Regierungsbildung beauftragt.
Mit der neuen Regierung kam es zu einem deutlichen Rechtsruck. Facta machte keinen Hehl daraus, die Sozialisten aus der Regierungspolitik auszugrenzen. Aus einer Phase der politischen Übergangssituation hervorgegangen, stand die Regierung von Anfang an auf wackeligen Füssen. Historisch betrachtet stand sie im Schatten des unaufhaltsamen Aufstiegs des Faschismus und der faschistischen Machtergreifung inmitten des Biennio nero. Politisch hatte die Regierung Facta vor allem die drängende Frage der öffentlichen Ordnung zu lösen, die einerseits vom Konflikt zwischen Landarbeitern und Grundbesitzern und andererseits vom Squadrismo der Schwarzhemden erschüttert wurde. Auf die kurzzeitige Besetzung der Stadt Fiume durch die Schwarzhemden am 1. März 1922 regierte die Regierung nicht. Nachdem Italo Balbo im Mai die Squadristen zur Besetzung der Städte aufgerufen hatte, besetzte ein Mob von Schwarzhemden die Städte Ferrara, Bologna und Cremona. Die erneut zögerliche Haltung der Regierung trug letztlich zu ihrem Sturz bei.
Als sich Ministerpräsident Facta am 19. Juli der parlamentarischen Debatte in der Abgeordnetenkammer stellte, wurde ihm von einem Großteil der Abgeordneten das Misstrauen ausgesprochen. Facta reichte daraufhin seinen Rücktritt ein. Nachdem es nacheinander Bonomi, Orlando, Meda und De Nava nicht gelang eine Nachfolgeregierung zu bilden, wurde Facta am 30. Juli erneut mit der Regierungsbildung beauftragt, woraufhin er das Kabinett Facta II bildete.

## Minister

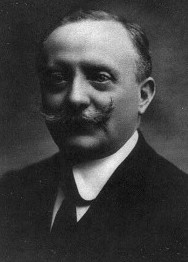
Luigi Facta

| Ministerien                                  | Name                                                                                    |
| -------------------------------------------- | --------------------------------------------------------------------------------------- |
| Ministerpräsident                            | Luigi Facta                                                                             |
| Äußeres                                      | Carlo Schanzer                                                                          |
| Inneres                                      | Luigi Facta                                                                             |
| Justiz und Kirchenangelegenheiten            | Luigi Rossi                                                                             |
| Krieg                                        | Pietro Lanza di Scalea                                                                  |
| Marine                                       | Roberto De Vito                                                                         |
| Finanzen                                     | Giovanni Battista Bertone                                                               |
| Schatz                                       | Camillo Peano                                                                           |
| Öffentliche Arbeiten                         | Vincenzo Riccio                                                                         |
| Bildung                                      | Antonino Anile                                                                          |
| Landwirtschaft                               | Giovanni Bertini                                                                        |
| Industrie und Handel                         | Teofilo Rossi                                                                           |
| Arbeit und Sozialfürsorge                    | Arnaldo Dello Sbarba                                                                    |
| Post und Telegraphen                         | Giovanni Antonio Colonna di Cesarò (bis 1. März 1922) Luigi Fulci (ab 2. März 1922)     |
| Kolonien                                     | Giovanni Amendola                                                                       |
| Wiederaufbau der vom Feind befreiten Gebiete | Luigi Facta (geschäftsführend bis 14. März 1922) Maggiorino Ferraris (ab 15. März 1922) |